# العلاقات الكوستاريكية الهندوراسية
العلاقات الكوستاريكية الهندوراسية هي العلاقات الثنائية التي تجمع بين كوستاريكا وهندوراس.

## مقارنة بين البلدين
هذه مقارنة عامة ومرجعية للدولتين:
| وجه المقارنة                                              | كوستاريكا                                 | هندوراس          |
| --------------------------------------------------------- | ----------------------------------------- | ---------------- |
| المساحة (كم2)                                             | 51.10 ألف                                 | 112.49 ألف       |
| عدد السكان (نسمة)                                         | 4.91 مليون                                | 9.27 مليون       |
| الكثافة السكانية (ن./كم²)                                 | 96.09                                     | 82.41            |
| العاصمة                                                   | سان خوسيه                                 | تيغوسيغالبا      |
| اللغة الرسمية                                             | اللغة الإسبانية                           | اللغة الإسبانية  |
| العملة                                                    | كولون كوستاريكي                           | لمبيرة هندوراسية |
| الناتج المحلي الإجمالي (بليون دولار)                      | 57.06 مليار                               | 22.98 مليار      |
| الناتج المحلي الإجمالي (تعادل القوة الشرائية) بليون دولار | 74.98 مليار                               | 41.14 مليار      |
| الناتج المحلي الإجمالي الاسمي للفرد دولار أمريكي          | 11.26 ألف                                 | 2.53 ألف         |
| الناتج المحلي الإجمالي للفرد دولار أمريكي                 | 14.92 ألف                                 | 4.91 ألف         |
| مؤشر التنمية البشرية                                      | 0.766                                     | 0.606            |
| رمز المكالمات الدولي                                      | +506                                      | +504             |
| رمز الإنترنت                                              | .cr، قائمة نطاقات المستوى الأعلى للإنترنت | .hn              |
| المنطقة الزمنية                                           | 00                                        | 00               |

## مدن متوأمة
في ما يلي قائمة باتفاقيات التوأمة بين مدن كوستاريكية وهندوراسية:
- ترتبط سان خوسيه مع سان بيدرو سولا باتفاقية توأمة منذ 1984.

## منظمات دولية مشتركة
يشترك البلدان في عضوية مجموعة من المنظمات الدولية، منها:
| علم المنظمة | اسم المنظمة                                                          | تاريخ انضمام كوستاريكا | تاريخ انضمام هندوراس |
| ----------- | -------------------------------------------------------------------- | ---------------------- | -------------------- |
|             | مؤسسة التنمية الدولية                                                | 30 يونيو 1961          | 23 ديسمبر 1960       |
|             | يونسكو                                                               | 19 مايو 1950           | 16 ديسمبر 1947       |
|             | مؤسسة التمويل الدولية                                                | 20 يوليو 1956          | 20 يوليو 1956        |
|             | منظمة الشرطة الجنائية الدولية                                        | ?                      | ?                    |
|             | بنك أمريكا الوسطى للتكامل الاقتصادي ‏                                 | ?                      | ?                    |
|             | منظمة التجارة العالمية                                               | ?                      | ?                    |
|             | الاتحاد الدولي للاتصالات                                             | 13 سبتمبر 1932         | 27 أكتوبر 1925       |
|             | المركز الدولي لتسوية المنازعات الاستشارية                            | 27 مايو 1993           | 16 مارس 1989         |
|             | وكالة حظر الأسلحة النووية في أمريكا اللاتينية ومنطقة البحر الكاريبي ‏ | ?                      | ?                    |
|             | منظمة حظر الأسلحة الكيميائية                                         | ?                      | ?                    |
|             | الأمم المتحدة                                                        | 2 نوفمبر 1945          | 17 ديسمبر 1945       |
|             | وكالة ضمان الاستثمار متعدد الأطراف                                   | 8 فبراير 1994          | 30 يونيو 1992        |
|             | البنك الدولي للإنشاء والتعمير                                        | 8 يناير 1946           | 27 ديسمبر 1945       |
|             | Central American Common Market ‏                                      | 1 يوليو 1962           | 27 أبريل 1962        |
|             | الاتحاد البريدي العالمي                                              | ?                      | ?                    |
|             | الفريق المعني برصد الأرض                                             | ?                      | ?                    |

## وصلات خارجية
- موقع وزارة الخارجية الكوستاريكية
- موقع وزارة الخارجية الهندوراسية